# Kim Bu-sik
Kim Bu-sik (ur. 1075, zm. 1151) – średniowieczny koreański urzędnik i historyk, autor Samguk sagi.
Pochodził z rodziny szlacheckiej, w polityce Koryŏ należał do frakcji konfucjanistów, w 1135–36 tłumił bunt mnicha Myo Ch’ŏnga. Wyznaczony do spisania historii kraju, skompilował Kronikę Trzech Królestw (Samguk sagi) zawierającą dzieje królestw Baekje, Goguryeo i Silla.